# Young Royals
Young Royals é uma série de televisão sueca de drama adolescente e romance criada por Lisa Ambjörn, Lars Beckung e Camilla Holter para a Netflix. Ambientada no fictício internato de elite Hillerska, a trama acompanha o príncipe Wilhelm da Suécia (Edvin Ryding), que, enquanto tenta lidar com as expectativas da realeza e descobrir quem realmente é, se vê envolvido em um romance proibido com Simon Eriksson (Omar Rudberg), um colega bolsista.
A série estreou em 1º de julho de 2021 e foi elogiada pela crítica especializada, especialmente pelo roteiro e pelas atuações do elenco. Em setembro do mesmo ano, foi renovada para uma segunda temporada, que foi lançada em 1º de novembro de 2022. Em 14 de dezembro de 2022, a série foi renovada para uma terceira e última temporada. Os cinco primeiros episódios da terceira temporada foram lançados em 11 de março de 2024, e o episódio final, junto com um documentário dos bastidores intitulado Young Royals Forever, foi ao ar em 18 de março.

## Premissa
Young Royals segue o príncipe Wilhelm da Suécia em sua jornada no prestigiado colégio interno Hillerska, onde ele finalmente tem a chance de explorar seu verdadeiro eu e descobrir que tipo de vida realmente deseja. Lá, desenvolve um relacionamento com seu colega de classe Simon, um romance que, sob os olhares constantes do público, acaba impactando todos ao seu redor. À medida que Wilhelm começa a sonhar com um futuro cheio de liberdade e amor incondicional, longe das obrigações reais, uma reviravolta acontece: ele se torna inesperadamente o próximo na linha de sucessão ao trono, mudando completamente o rumo de sua vida. A série aborda temas como homofobia, saúde mental, transtornos alimentares, infidelidade, dependência química, perseguição, abuso, racismo internalizado, autismo, a relação entre classes sociais e a monarquia constitucional.

## Elenco e personagens

### Principais
- Edvin Ryding como o Príncipe Wilhelm "Wille" da Suécia (que mais tarde se torna o Príncipe Herdeiro),[nota 1][10] o próximo na linha de sucessão ao trono após seu irmão mais velho, Erik
- Omar Rudberg como Simon Eriksson,[10] bolsista não residente e destaque no coral de Hillerska. É irmão de Sara e interesse amoroso de Wilhelm
- Malte Gårdinger como August Horn de Årnäs, primo de segundo grau de Wilhelm e Erik. Vem de uma família nobre, é veterano, monitor da escola e capitão do time de remo[11]
- Frida Argento como Sara Eriksson,[10] irmã mais velha de Simon, também bolsista não residente. Enfrenta dificuldades sociais devido ao Asperger e TDAH
- Nikita Uggla como Felice Ehrencrona,[10] estudante residente em Hillerska e parte da chamada "nobreza moderna"

### Recorrentes
- Pernilla August como Rainha Kristina da Suécia,[10] mãe de Wilhelm e Erik, a atual rainha reinante
- Magnus Roosmann como Duque Ludvig, pai de Wilhelm e Erik, e consorte da rainha
- Carmen Gloria Pérez como Linda, mãe de Simon e Sara
- Inti Zamora Sobrado como Ayub, amigo de Simon em Bjärstad
- Beri Gerwise como Rosh, amiga de Simon em Bjärstad
- Ivar Forsling como Príncipe Erik da Suécia (1ª temporada), irmão mais velho de Wilhelm e príncipe herdeiro
- Anna Valkyria Petersson como Malin, guarda-costas de Wilhelm
- Leonard Terfelt como Micke (1ª e 3ª temporadas), pai de Simon e Sara
- Ingela Olsson como Srta. Anette Lilja, diretora do colégio Hillerska
- Felicia Truedsson como Stella, amiga de Felice e estudante de Hillerska
- Mimmi Cyon como Fredrika, amiga de Felice
- Nathalie Varli como Madison McCoy, amiga de Felice e estudante internacional em Hillerska
- Samuel Astor como Nils Polstjerna, amigo de August e estudante de Hillerska
- Xiao-Long Rathje Zhao como Alexander, amigo de August e estudante de Hillerska
- Fabian Penje como Henry, amigo de Wilhelm
- Uno Elger como Walter, amigo de Henry
- Nils Wetterholm como Vincent af Klintskog, amigo de August
- Tommy Wättring como Marcus Sköld (2ª temporada), funcionário dos estábulos e instrutor de tiro esportivo em Hillerska, que acaba se tornando o novo interesse amoroso de Simon
- Magnus Ehrner como Jan-Olof Munck (2ª temporada), conselheiro da realeza
- Marall Nasiri como Farima (3ª temporada), conselheira da realeza
- Rennie Mirro como professora de esportes do colégio

## Episódios

### Resumo
| Temporada | Temporada | Episódios | Episódios           | Originalmente lançado |
| --------- | --------- | --------- | ------------------- | --------------------- |
|           | 1         | 6         | 6                   | 1 de julho de 2021    |
|           | 2         | 6         | 6                   | 1 de novembro de 2022 |
|           | 3         | 6         | 5                   | 11 de março de 2024   |
| 1         | 3         | 6         | 18 de março de 2024 |                       |

### 1.ª Temporada (2021)
| N.º na série | N.º na temp. | Título                           | Dirigido por   | Escrito por                                | Lançamento         |
| --- | ------------ | -------------------------------- | -------------- | ------------------------------------------ | ------------------ |
| 1 | 1            | "Episode 1" "Episódio 1" (BR/PT) | Rojda Sekersöz | Lisa Ambjörn                               | 1 de julho de 2021 |
| Após um vídeo do Príncipe Wilhelm da Suécia brigando em uma festa ser publicado on-line, ele recebe um discurso de desculpas pronto e descobre que seus pais o matricularam no internato Hillerska, um colégio prestigiado do país. Mesmo com seu irmão Erik sendo o príncipe herdeiro, Wilhelm é lembrado de que também precisa cumprir suas responsabilidades reais. Ao chegar em Hillerska, ele é recepcionado por seu primo de segundo grau, August. Eles seguem para a igreja da escola, onde Wilhelm reencontra a amiga de infância, Felice, no coral — mas é o solo de Simon que prende sua atenção. Mais tarde, enquanto August conversa com os amigos, eles zombam de Simon por ser um aluno "não residente". No dia seguinte, August pede a Simon que consiga bebida para a festa de iniciação de Wilhelm, e Simon aceita com a condição de que ele e sua irmã, Sara, sejam convidados. Na festa, Wilhelm e Simon se aproximam ainda mais. O episódio termina com os dois quase se beijando. |              |                                  |                |                                            |                    |
| 2 | 2            | "Episode 2" "Episódio 2" (BR/PT) | Rojda Sekersöz | Lisa Ambjörn, Sofie Forsman & Tove Forsman | 1 de julho de 2021 |
| August enfrenta dificuldades com sua dependência de medicamentos para TDAH e é aconselhado por Vincent a iniciar uma avaliação com a psicóloga da escola. Em vez de esperar as duas semanas do processo de diagnóstico, ele tenta conseguir mais remédios por conta própria, mas está devendo Simon pelas bebidas da festa. Simon o confronta, e August promete pagar depois. Simon propõe dar alguns comprimidos se August pagar o dobro do valor combinado. Enquanto isso, Wilhelm começa a se aproximar mais de Simon. August insinua que ele ficou com uma garota na festa, mas Wilhelm não responde, já que passou a noite com Simon. Durante as aulas de remo, Wilhelm dá dicas para Simon, e August o repreende, dizendo para não se envolver com um não residente. Simon, por sua vez, começa a tirar notas ruins em matemática e decide pagar por aulas de reforço, apesar de serem caras. Sara tenta se aproximar de Felice para fazer amizade, mas Felice não parece interessada. Mais tarde, ela convida Simon e Sara para uma noite de filme de terror. Simon chama Wilhelm para assistir a uma partida de futebol de sua amiga Rosh, e depois posta momentos da noite nas redes sociais. Ao voltarem para Hillerska, August adverte Wilhelm sobre andar com as "pessoas erradas" e faz com que ele peça a Simon para apagar o vídeo. Wilhelm começa a seguir Simon no Instagram e curtir suas fotos. Quando percebe que seus remédios acabaram, August tenta convencer o treinador esportivo do colégio de que tem TDAH, mas ouve que só receberá medicação após os exames. Enquanto isso, Simon tem uma conversa com o amigo Ayub, que pergunta se ele está interessado em Wilhelm; envergonhado, Simon nega. Na noite do filme, Wilhelm toca a mão de Simon discretamente. Simon retribui o gesto, acariciando sua mão, mas Wilhelm se levanta nervoso e sai da sala. Simon vai atrás dele — e os dois se beijam pela primeira vez. |              |                                  |                |                                            |                    |
| 3 | 3            | "Episode 3" "Episódio 3" (BR/PT) | Erika Calmeyer | Lisa Ambjörn & Pia Gradvall                | 1 de julho de 2021 |
| Hillerska realiza um animado fim de semana dos pais, mas uma série de surpresas e decepções marcam os dias de Wilhelm, August e Simon. Wilhelm está inquieto com a chegada da data e diz a Simon que eles não devem mais falar sobre o beijo da noite anterior, sugerindo que sigam apenas como amigos. Apesar disso, ele não consegue parar de pensar em Simon e o convida para passarem o fim de semana juntos no colégio, enquanto os outros alunos estarão com suas famílias. Enquanto isso, Felice e Sara se aproximam ao cuidarem do cavalo Rousseau. Com a chegada do Dia dos Pais, Sara revela a Felice que sua mãe comparecerá ao evento, mas que seu pai não virá por ser um "cara ruim". Os pais de Wilhelm também não irão, pois estarão em um compromisso real. Durante o almoço no internato, Simon apresenta Wilhelm à sua mãe. Mais tarde, quando a mãe de Felice pergunta quem monta o cavalo, Sara diz que é ela mesma, já que Felice não quer mais. Felice, envergonhada, sai aos prantos, e Wilhelm tenta consolá-la, o que a leva a entender mal a situação e tentar beijá-lo. Wilhelm se afasta imediatamente. August descobre através de sua mãe que ela não pode mais pagar sua mensalidade escolar. Ela sugere que ele venda alguns de seus patrimônios ou suas obras de arte, mas ele recusa. Após uma discussão, August diz à mãe que ela pode ir embora. Simon continua pressionando August para que pague a dívida das bebidas, mas ele o ignora. Sem alternativas, Simon pede ajuda aos amigos, e juntos eles confrontam August. A briga acaba ficando física quando Simon o ataca. August então confessa que sua família está falida, motivo pelo qual não consegue pagar. No fim da noite, Felice visita August em seu quarto e os dois acabam se beijando. Wilhelm muda de ideia e convida Simon para irem juntos a Bjärstad, para ficar com sua família. Porém, ele é forçado a remarcar o encontro, já que August também decide ficar no internato. Na manhã seguinte, Wilhelm nota os alunos cochichando e olhando para ele nos corredores. Logo depois, é chamado pela diretora e recebe uma ligação da Rainha: seu irmão, o Príncipe Herdeiro Erik, morreu em um acidente de carro. |              |                                  |                |                                            |                    |
| 4 | 4            | "Episode 4" "Episódio 4" (BR/PT) | Rojda Sekersöz | Lisa Ambjörn & Pia Gradvall                | 1 de julho de 2021 |
| Durante o funeral de Erik, transmitido pela TV, Wilhelm é declarado oficialmente o novo príncipe herdeiro da Suécia. Simon tenta mandar mensagens para ele, mas não obtém resposta. Em um jantar com os pais, Wilhelm escuta da Rainha que, agora, terá que assumir mais responsabilidades como herdeiro, o que o deixa visivelmente angustiado. A Rainha também comenta que as pessoas irão compará-lo constantemente com Erik e, mais tarde, liga para August pedindo que cuide de Wilhelm no internato. De volta a Hillerska, Wilhelm participa de uma cerimônia com o coral da escola e faz um discurso emocionado sobre o irmão, prometendo fazer de tudo para se tornar um príncipe herdeiro digno. Após isso, ele encontra Simon e diz que eles não devem mais se falar, pedindo que apaguem todas as mensagens trocadas entre eles. Enquanto isso, Simon confronta mais uma vez August sobre o dinheiro das bebidas, ameaçando contar sobre a falência da família dele. Pressionado, August começa a traficar os medicamentos do próprio pai para levantar o dinheiro, o que acaba gerando uma briga entre ele e o pai. Aos poucos, August começa a pagar Simon. August também começa um relacionamento com Felice, mas seu comportamento se torna cada vez mais possessivo e controlador — ele começa a stalkear as redes sociais dela e demonstra ciúmes excessivos. Wilhelm é convidado a integrar a seita secreta masculina da escola, chamada "A Sociedade". Durante uma festa do grupo, ele consome grandes quantidades de álcool e drogas. Sozinho e chapado, ele vai até o campo de futebol e liga para Simon, dizendo que tudo ao seu redor é falso e que a única coisa real é o que sente por ele. Simon aparece no campo, consola Wilhelm e o leva de volta para o dormitório. Na manhã seguinte, eles acordam juntos e, em um momento de intimidade e confissão mútua, acabam fazendo sexo. Sem que saibam, August os observa do lado de fora e os filma pela janela, chocado com a cena. |              |                                  |                |                                            |                    |
| 5 | 5            | "Episode 5" "Episódio 5" (BR/PT) | Erika Calmeyer | Lisa Ambjörn, Sofie Forsman & Tove Forsman | 1 de julho de 2021 |
| Após a festa da sociedade secreta, Alexander é pego com drogas e expulso de Hillerska. A situação causa tensão entre Wilhelm e August, já que isso pode comprometer o nome da escola e da coroa. August propõe culpar Simon pelo incidente, o que incomoda Wilhelm. Mesmo assim, ele confronta Simon sobre o ocorrido, e os dois discutem. Simon, magoado, diz que Wilhelm só se importa com a imagem da família real. No entanto, Wilhelm recusa seguir o plano de August e decide colocar a culpa em Alexander. Ele usa o fato de August estar falido para convencê-lo, recebendo o apoio unânime dos outros garotos da "A Sociedade". Antes disso, August pergunta onde Wilhelm esteve na noite da festa, mas Wilhelm mente dizendo que não se lembra de nada. Na verdade, ele havia passado a noite na casa de Simon, onde os dois voltaram a se aproximar e fizeram sexo mais uma vez. Eles conversam e Wilhelm conta que decidiu responsabilizar Alexander, o que leva os dois a se reconciliarem. Enquanto isso, Felice se distancia de August após saber, por Sara, que ele a beijou de forma impulsiva. Felice termina com ele publicamente pelas redes sociais. Sara, por sua vez, fica animada com a nova amizade com Felice e Madison, e passa a participar dos preparativos para as festividades do Dia de Santa Luzia. Na manhã seguinte, os exames começam e August garante que Alexander não entregará ninguém se não for expulso. No entanto, a diretora informa a August que ele não poderá continuar em Hillerska após o Natal devido às mensalidades atrasadas. Para garantir sua permanência e tentar proteger a coroa, August volta a pressionar Wilhelm a culpar Simon. Os rapazes do internato apoiam o plano, mas Wilhelm decide intervir: revela que August está falido e não poderá continuar em Hillerska, deslegitimando sua influência. Wilhelm então reúne os outros membros d'A Sociedade, e juntos responsabilizam Alexander pela posse das drogas. Furioso, August decide se vingar, publicando na internet o vídeo de Wilhelm e Simon transando, sendo o mesmo que havia gravado secretamente pela janela do dormitório. Só depois ele descobre que a Rainha havia pago suas mensalidades em sigilo, por intermédio de Wilhelm, permitindo que ele permanecesse em Hillerska. Na manhã seguinte, Wilhelm acorda e percebe que o vídeo íntimo com Simon se tornou viral, abalando completamente sua privacidade e sua posição como príncipe herdeiro. |              |                                  |                |                                            |                    |
| 6 | 6            | "Episode 6" "Episódio 6" (BR/PT) | Erika Calmeyer | Lisa Ambjörn                               | 1 de julho de 2021 |
| Com o vazamento do vídeo íntimo, Wilhelm se vê dividido entre proteger a monarquia ou assumir seu relacionamento com Simon. A vida de Simon vira de cabeça para baixo: ele é perseguido por repórteres, se isola em casa e sofre pressão da mãe para que ele e Sara deixem Hillerska e voltem para Marieberg. Sara se opõe fortemente, desejando permanecer no internato como residente. Em meio ao caos, a Rainha visita Wilhelm e o pressiona a negar publicamente que é ele no vídeo, além de proibi-lo de ver Simon. Wilhelm, angustiado, reluta, mas acaba cedendo e faz uma declaração negando sua participação no vídeo, o que deixa Simon profundamente magoado. Sara começa a suspeitar de August após vê-lo usando o computador na noite anterior ao vazamento. Técnicos de TI chegam a Hillerska para confiscar o computador de onde o vídeo foi enviado. August, por sua vez, tenta manter as aparências, chegando até a levar comida para Wilhelm e aconselhá-lo a "seguir seu coração". Em um momento de chantagem sutil, Sara confronta August: ela diz saber que ele foi o responsável pelo vazamento e ameaça contar tudo para Wilhelm se ele não a ajudar a conseguir uma vaga como residente. August, acuado, admite que fez isso por inveja, por Wilhelm "ter tudo", e beija Sara, aceitando ajudá-la. Enquanto isso, Felice analisa o vídeo e percebe falhas nos pixels idênticas às das fotos no Instagram de August, o que confirma que ele é o responsável pelo vazamento. Ela conta a Wilhelm, que fica devastado com a traição. Ele confronta August e diz que ele não faz mais parte da família. Depois, liga para a Rainha e conta tudo, apenas para descobrir que ela já sabia e decidiu proteger August — e, com isso, a reputação da coroa. Wilhelm se revolta com a decisão e desabafa com a mãe que deseja uma vida normal, talvez até ao lado de Simon. A Rainha, porém, lembra que já viveu um amor assim e pagou o preço por isso, questionando se Wilhelm está pronto para o mesmo sacrifício. Simon, ao saber da declaração pública de Wilhelm negando o vídeo, fica arrasado. Eles se encontram uma última vez antes do recesso, e Simon decide se afastar, dizendo que não pode continuar assim. Após a cerimônia de Natal, Wilhelm abraça Simon diante de todos e, em um momento carregado de emoção, confessa que o ama, mas Simon não responde. Os outros estudantes assistem em silêncio, murmurando entre si. Logo em seguida, Wilhelm parte para o feriado de Natal, deixando para trás um rastro de sentimentos confusos e decisões dolorosas. |              |                                  |                |                                            |                    |

### 2.ª Temporada (2022)
| N.º na série | N.º na temp. | Título                           | Dirigido por   | Escrito por                                | Lançamento            |
| --- | ------------ | -------------------------------- | -------------- | ------------------------------------------ | --------------------- |
| 7 | 1            | "Episode 1" "Episódio 1" (BR/PT) | Rojda Sekersöz | Lisa Ambjörn                               | 1 de novembro de 2022 |
| Simon conhece Marcus, um colega de Sara, com quem começa a passar mais tempo. Enquanto isso, Sara conquista uma bolsa para ser residente em Hillerska, mas durante o ritual de iniciação no alojamento, ela exagera na bebida e acidentalmente provoca um pequeno incêndio. Simon pede a Marcus uma carona para ir resgatar a irmã, e, no caminho de volta, eles acabam sendo vistos por Wilhelm, que observa Simon se afastando no carro com Marcus. Wilhelm, por sua vez, começa a chantagear August em segredo: exige favores humilhantes diante dos colegas mais velhos em troca de manter em silêncio o fato de que foi August quem vazou o vídeo íntimo. August desconfia que tenha sido Sara quem contou tudo a Wilhelm, mas na verdade quem revelou foi Felice. Ao mesmo tempo, Wilhelm decide esconder de Alexander que foi ele quem apoiou sua suspensão no semestre anterior, mantendo sua imagem intacta. Sara começa a sentir o peso das despesas em Hillerska, especialmente no refeitório caro da escola, mas tenta esconder sua situação financeira das amigas. Wilhelm, ainda abalado com o afastamento de Simon, vê um vídeo dos dois — Simon e Marcus — cantando karaokê juntos e fica visivelmente desconfortável com a proximidade entre eles. Incomodado com tudo, Wilhelm liga para a mãe, a Rainha, expressando sua frustração por ter sido forçado a esconder seu relacionamento com Simon e por decisões importantes estarem sendo tomadas sem o seu consentimento. Durante a ligação, ele toma uma decisão drástica: anuncia que não cumprirá mais suas obrigações reais. |              |                                  |                |                                            |                       |
| 8 | 2            | "Episode 2" "Episódio 2" (BR/PT) | Rojda Sekersöz | Lisa Ambjörn & Pia Gradvall                | 1 de novembro de 2022 |
| Sara recebe presentes caros de suas colegas de alojamento em seu aniversário, como manda a tradição em Hillerska. Enquanto isso, Wilhelm sugere aos veteranos que retirem August do posto de monitor, algo muito cobiçado entre os alunos. Ao saber disso, a Rainha decide tomar uma medida drástica: ordena que Wilhelm seja retirado de Hillerska. Wilhelm resiste à decisão e, em meio à discussão, acaba quebrando acidentalmente um globo de neve que havia ganhado de seu irmão falecido, Erik. A Rainha insiste que membros da realeza devem manter seus relacionamentos em segredo, mas diz que, caso Wilhelm queira mesmo ser o primeiro membro assumidamente gay da Casa de Bernadotte, poderão conversar sobre isso quando ele completar 18 anos. Ela também exige que ele passe a frequentar um terapeuta, e, em troca, Wilhelm pede que seu segurança seja retirado. Na tentativa de impedir a saída de Wilhelm do internato, Simon conversa com a diretora, mas não tem sucesso. Cansado de viver às escondidas, Simon deixa claro mais uma vez que não quer ser o segredo de ninguém. Ele continua se aproximando de Marcus, com quem sai em outro encontro e troca um beijo. Enquanto isso, Sara encontra mensagens entre Wilhelm e Felice, nas quais os dois discutem sobre o vazamento do vídeo íntimo por August. Revoltada, ela conta tudo a August e, para sua surpresa, diz que quer transar com ele. August fica confuso com a confissão. Wilhelm, por outro lado, começa a demonstrar ciúmes ao ver Simon e Marcus juntos, principalmente quando Marcus aparece como o lançador durante uma atividade de tiro ao prato com Wilhelm e Felice. Em um momento de cumplicidade, Wilhelm ajuda Simon a manter sua bolsa de estudos em Hillerska ao trapacearem juntos numa corrida classificatória para a equipe de remo. Por fim, August recebe uma mensagem de voz com um convite inesperado: ele foi convocado a comparecer ao Palácio Real. |              |                                  |                |                                            |                       |
| 9 | 3            | "Episode 3" "Episódio 3" (BR/PT) | Kristina Humle | Lisa Ambjörn, Sofie Forsman & Tove Forsman | 1 de novembro de 2022 |
| August consulta um advogado (seu padrasto) em busca de aconselhamento sobre sua situação no Palácio e em Hillerska. Enquanto isso, Wilhelm começa a se abrir com seu terapeuta, revelando seus conflitos internos e sentimentos reprimidos sobre seu papel como príncipe e seu relacionamento com Simon. Wilhelm e Simon acabam trabalhando juntos em um projeto escolar, o que reacende a conexão entre eles. Durante o tempo que passam juntos, Simon revela que não está namorando Marcus, deixando Wilhelm surpreso, mas esperançoso. Os dois competem lado a lado em uma competição de remo, porém a equipe acaba perdendo. Marcus vai até o evento para torcer por Simon, e ao final o beija, sem saber que Wilhelm observa a cena, o que o deixa visivelmente abalado. Enquanto isso, Vincent, que assumiu o posto de August como monitor e capitão da equipe de remo, se mostra cada vez mais autoritário e controlador, gerando tensão entre os alunos. Em segredo, a Rainha decide tornar August o segundo na linha de sucessão ao trono, atrás apenas de Wilhelm, caso o príncipe decida se afastar de seus deveres. Ela orienta August a se preparar para dar o discurso do aniversário de Hillerska, caso Wilhelm recuse. Mais tarde, Wilhelm e Felice trocam um beijo impulsivo, tentando lidar com suas confusões emocionais, mas o momento é flagrado por Henry, um colega de alojamento, o que pode gerar novos conflitos dentro do colégio. |              |                                  |                |                                            |                       |
| 10 | 4            | "Episode 4" "Episódio 4" (BR/PT) | Kristina Humle | Lisa Ambjörn                               | 1 de novembro de 2022 |
| A notícia do beijo entre Wilhelm e Felice se espalha rapidamente por Hillerska. Enquanto os garotos debocham da situação, Felice enfrenta duras críticas e é acusada de ser interesseira, o que a deixa abalada. A tensão entre Wilhelm e Simon aumenta, levando a uma discussão entre os dois. No entanto, Wilhelm e Felice eventualmente fazem as pazes, cientes de que o beijo foi um reflexo de suas confusões emocionais. Enquanto isso, os alunos se preparam para as tradicionais celebrações de São Valentim, onde os garotos escrevem poemas para as garotas que gostam, culminando em um baile temático do século XVIII. Simon convida Marcus para ir ao baile com ele, mas Marcus recusa. Posteriormente, ele muda de ideia e decide levar Simon ao baile, embora Simon permaneça distraído com a presença de Wilhelm. A Corte Real entra em contato com August, informando seus planos de traçar os próximos dez anos de sua vida, começando com o serviço militar obrigatório. August, ressentido, revela a Sara que agora é o substituto oficial de Wilhelm na linha de sucessão ao trono. Ele a convida para ir ao baile, mas ela recusa por receio da reação de Felice. Wilhelm também convida Felice para irem como amigos, mas ela recusa, então todas as meninas decidem ir juntas. Em uma atitude mesquinha, August conta a Alexander que foi Wilhelm o responsável por sua suspensão do colégio por causa das drogas, criando mais tensão. Durante o baile, Wilhelm faz as pazes com Marcus, reconhecendo que precisa seguir em frente sem ressentimentos. No entanto, ao saírem do salão, Simon segue Wilhelm até o lado de fora, onde os dois se envolvem em um beijo apaixonado, deixando seus sentimentos falarem mais alto. Inspirado por esse momento intenso e sincero, Simon volta ao salão e emociona a todos com uma apresentação solo arrebatadora, arrancando aplausos e olhares de admiração dos estudantes presentes.           |              |                                  |                |                                            |                       |
| 11 | 5            | "Episode 5" "Episódio 5" (BR/PT) | Lisa Farzaneh  | Lisa Ambjörn, Sofie Forsman & Tove Forsman | 1 de novembro de 2022 |
| O conselheiro da Rainha, Jan-Olof, insiste que a versão tradicional do hino do colégio seja cantada durante a cerimônia de Hillerska, com o objetivo de evitar que o solo de Simon chame atenção para a relação entre ele e Wilhelm. Diante disso, Wilhelm decide contar a verdade para Simon: foi August quem vazou o vídeo íntimo dos dois. A revelação gera ainda mais tensão. Enquanto isso, a Rainha pressiona Wilhelm, afirmando que, caso ele não faça o discurso na cerimônia, August o fará em seu lugar. Ao mesmo tempo, Felice recebe a notícia de que seus pais venderam seu amado cavalo, Rousseau, o que deixa Sara profundamente abalada, já que tinha uma forte ligação com o animal. Com tudo isso em jogo, Wilhelm alerta Simon de que, se ele prestar queixa formal contra August, Wilhelm perderá seu "reserva" na linha de sucessão ao trono. Mesmo assim, Simon decide ir em frente e denuncia August à polícia, priorizando justiça e encerrando o ciclo de silêncio. Apesar de todas as dificuldades e decisões difíceis, Wilhelm e Simon finalmente se reconciliam, reafirmando seus sentimentos um pelo outro, agora de forma mais madura, honesta e consciente do que enfrentam juntos. |              |                                  |                |                                            |                       |
| 12 | 6            | "Episode 6" "Episódio 6" (BR/PT) | Lisa Farzaneh  | Lisa Ambjörn, Sofie Forsman & Tove Forsman | 1 de novembro de 2022 |
| Simon termina com Marcus. Enquanto isso, August manipula Alexander para assumir a culpa pelo vazamento do vídeo íntimo, e ameaça revelar que Simon lhe vendeu drogas caso ele siga com a denúncia à polícia. Em meio ao caos, Sara confessa a Felice que estava se relacionando com August, deixando a amiga furiosa e decepcionada. Wilhelm, tomado pela raiva, confronta August com uma espingarda. É nesse momento que Sara revela ter contado a August que Simon pretendia denunciar o vazamento, o que leva Simon a desistir da denúncia para poupar sua mãe do escândalo. Tentando reconquistar Sara, August compra Rousseau — o cavalo que pertencera a Felice — como presente. Mas o gesto não tem efeito: Sara o deixa de vez, percebendo quem ele realmente é. Na véspera da cerimônia de aniversário de Hillerska, Simon finalmente diz a Wilhelm que o ama. Inspirado e determinado a acabar com as mentiras, Wilhelm sobe ao palco e faz um discurso sincero sobre a importância de ser verdadeiro consigo mesmo — e assume publicamente que é ele quem aparece no vídeo. A história se encerra com Sara, agora consciente das consequências dos atos de August, tomando coragem e o denunciando à polícia por conta própria. |              |                                  |                |                                            |                       |

### 3.ª Temporada (2024)
| N.º na série | N.º na temp. | Título                           | Dirigido por    | Escrito por                                | Lançamento          |
| --- | ------------ | -------------------------------- | --------------- | ------------------------------------------ | ------------------- |
| 13 | 1            | "Episode 1" "Episódio 1" (BR/PT) | Julia Lindström | Lisa Ambjörn                               | 11 de março de 2024 |
| August assina um acordo financeiro com Wilhelm e Simon, encerrando oficialmente o escândalo do vazamento do vídeo. Enquanto isso, a Rainha enfrenta problemas de saúde, deixando Wilhelm ainda mais pressionado em suas responsabilidades. Farima, assessora de Wilhelm, sugere que ele assuma publicamente seu relacionamento com Simon para modernizar a imagem da monarquia diante da opinião pública. Simon, por sua vez, decide responder às especulações on-line sobre o namoro, reforçando seu apoio a Wilhelm. Os alunos se preparam para a tradicional festa dos "50 Dias", que marca a contagem regressiva para o fim do ano letivo. Sara e Felice continuam abaladas pelas consequências emocionais de seus envolvimentos com August, agora totalmente afastado do convívio no colégio. Um jornal publica uma matéria denunciando casos antigos de bullying em Hillerska, o que leva à chegada de uma nova diretora. Em resposta à polêmica e buscando restaurar a disciplina, ela impõe um toque de recolher para todos os estudantes, gerando descontentamento geral no internato. |              |                                  |                 |                                            |                     |
| 14 | 2            | "Episode 2" "Episódio 2" (BR/PT) | Julia Lindström | Lisa Ambjörn e Pia Gradvall                | 11 de março de 2024 |
| Os alunos organizam uma viagem de acampamento para aliviar as tensões e se reconectarem fora do ambiente rígido de Hillerska. No entanto, Sara decide não participar: ela se afasta da escola e vai morar com o pai, tentando se distanciar dos acontecimentos recentes e processar tudo o que viveu. Wilhelm entra para o coral de Simon, buscando se aproximar ainda mais dele em um espaço que represente liberdade e expressão. Apesar disso, Wilhelm tenta desencorajar Simon de postar suas músicas nas redes sociais, preocupado com a repercussão pública e com os efeitos que isso pode ter sobre a imagem da monarquia e deles como casal. Os amigos de Simon participam do acampamento, mas o clima se torna desconfortável quando algumas colegas da escola fazem comentários insensíveis, expondo preconceitos e o elitismo ainda presente em Hillerska. Enquanto isso, a Rainha se afasta oficialmente de suas funções, tirando uma licença médica devido à depressão, reflexo do estresse acumulado diante dos desafios da monarquia, da pressão sobre Wilhelm e das próprias frustrações pessoais. |              |                                  |                 |                                            |                     |
| 15 | 3            | "Episode 3" "Episódio 3" (BR/PT) | Jerry Carlsson  | Lisa Ambjörn, Tove Forsman e Sofie Forsman | 11 de março de 2024 |
| À medida que a saúde de sua mãe piora, Wilhelm começa a sentir o peso da coroa se aproximando. Ele e August são obrigados a participar de uma mediação juntos. Enquanto isso, paparazzi perseguem Wilhelm e Simon, e Simon passa a receber ameaças nas redes sociais. Wilhelm se recusa a assinar a petição de August. A Inspeção Escolar visita Hillerska e entrevista Felice. August pede para Sara voltar ao colégio, e seu pai acaba convencendo-a a retornar. O colégio celebra a tradicional festa de Santa Valburga, e os alunos do último ano colocam seus chapéus de formatura pela primeira vez. Simon é fotografado participando de uma manifestação de esquerda, o que gera polêmica e acaba resultando num ataque à sua casa. |              |                                  |                 |                                            |                     |
| 16 | 4            | "Episode 4" "Episódio 4" (BR/PT) | Jerry Carlsson  | Lisa Ambjörn e Ebba Stymne                 | 11 de março de 2024 |
| Wilhelm e Simon discutem sobre a monarquia e os direitos LGBTQIA+. Vincent organiza uma greve estudantil para que os alunos recuperem seus celulares. Após retornar a Hillerska, Sara e Felice não conseguem se evitar. August revela a Wilhelm que foi seu irmão Erik o responsável pelo trote. |              |                                  |                 |                                            |                     |
| 17 | 5            | "Episode 5" "Episódio 5" (BR/PT) | Linnéa Roxeheim | Lisa Ambjörn e Theo Boguslaw               | 11 de março de 2024 |
| Wilhelm se pergunta se seu irmão falecido, Erik, teria gostado dele. Ao retornar para casa para comemorar seu 17º aniversário e após a revelação chocante de August sobre Erik estar envolvido no trote, Wilhelm decide confrontar seus pais sobre o tratamento distante que tem recebido nos últimos meses. Isso causa uma frustração devastadora entre ele e a Rainha. O pai de Sara deveria levá-la para o teste de direção, mas vai beber com os amigos em um bar, decepcionando-a. Simon comparece à celebração de aniversário de Wilhelm. Os alunos do terceiro ano comemoram a formatura, sendo servidos pelos alunos do primeiro ano. August e Sara finalmente conversam, e ele demonstra seu lado mais sensível, revelando as marcas deixadas pelo bullying que sofreu no passado. Os dois parecem se reconciliar. Simon, por fim, toma uma decisão em relação ao seu relacionamento com Wilhelm. |              |                                  |                 |                                            |                     |
| 18 | 6            | "Episode 6" "Episódio 6" (BR/PT) | Linnéa Roxeheim | Lisa Ambjörn e Ebba Stymne                 | 18 de março de 2024 |
| Após o término do relacionamento e com o futuro de Hillerska em jogo, Wilhelm e Simon refletem sobre dever versus amor, enquanto aprendem o que é preciso para seguir plenamente seus corações. Simon decide faltar à escola para não ver Wilhelm. Sara recebe uma surpresa: o carro do pai. A diretoria do conselho escolar anuncia o fechamento definitivo de Hillerska, e os alunos do terceiro ano organizam uma festa final para celebrar o colégio. Simon e Wilhelm comparecem à festa. August pede desculpas a Wilhelm por todas as suas ações anteriores, e Wilhelm retribui pedindo desculpas em nome de Erik pelo papel que seu irmão teve no trote. Sara termina com August e procura Felice para consertar sua amizade. Felice toma uma decisão inesperada sobre seus planos de verão: ao invés de ir para Nova York com as amigas, decide viajar com Sara. Wilhelm e Simon prometem passar uma noite sem conflitos e compartilham momentos íntimos juntos. No dia seguinte, após a cerimônia de formatura, a mãe de Wilhelm finalmente pede desculpas por tê-lo tratado de forma distante. Simon e Wilhelm se despedem pela última vez. Porém, já dentro do carro com seus pais, Wilhelm tem uma epifania: percebe que a vida real que deseja não está dentro da monarquia. Ele decide abdicar de seus deveres reais e corre até Simon, declarando seu amor e sua decisão. O casal finalmente se reúne. O episódio termina com Wilhelm e Simon abraçados e de mãos dadas dentro do carro, felizes, junto com Sara e Felice. |              |                                  |                 |                                            |                     |

## Produção

### Filmagens

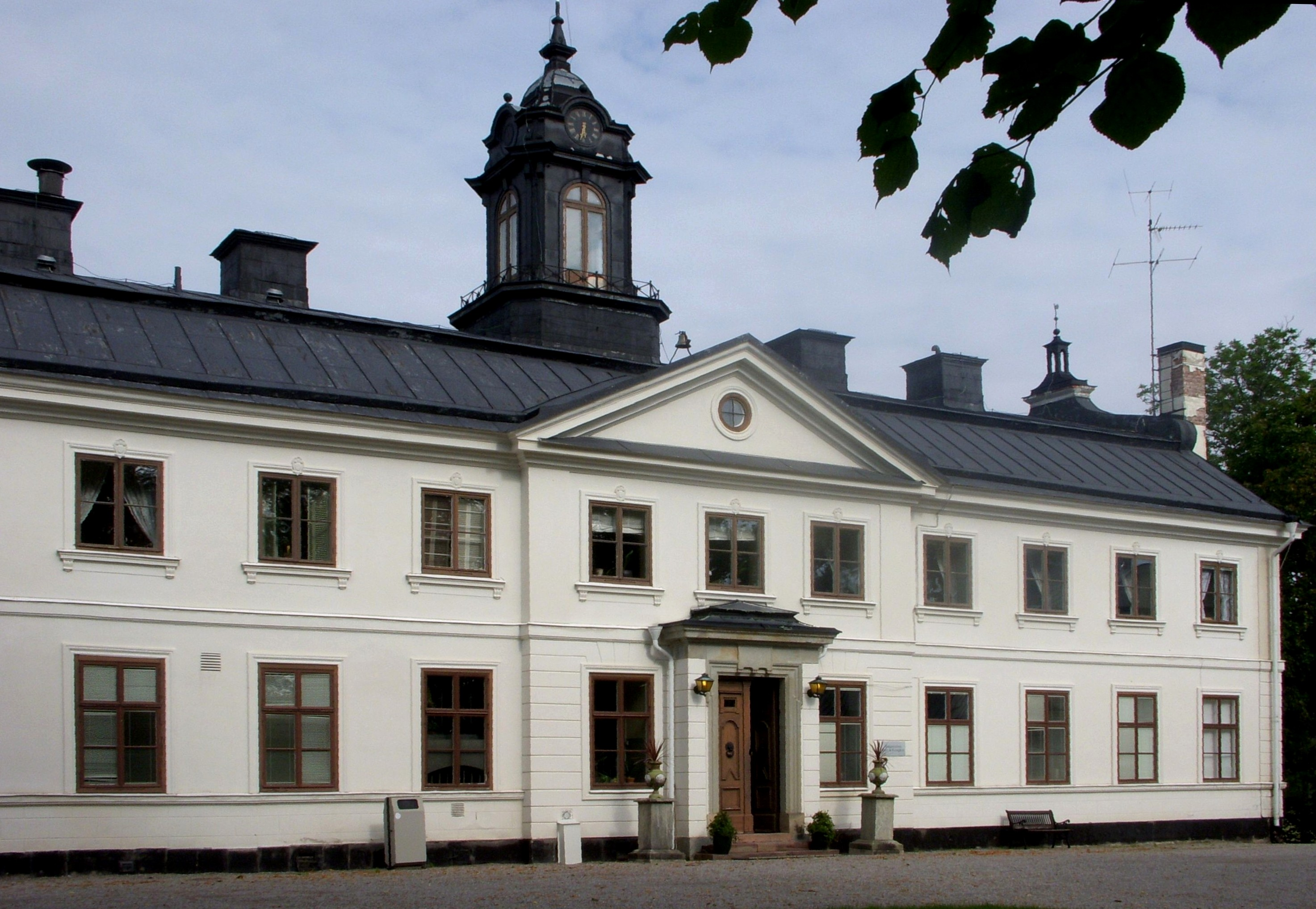
Vista do Kaggeholms gård em 2008, local onde foram gravadas as cenas do fictício internato Hillerska.

A série foi filmada principalmente em Kaggeholms gård, uma construção em estilo casarão localizada no condado de Estocolmo, que funciona como centro de conferências. As cenas ambientadas no palácio real foram gravadas no Castelo de Stora Sundby, em Eskilstuna. A casa onde os alunos não residentes Sara e Simon vivem com a mãe está localizada em Stenhamra, nos arredores de Estocolmo. As cenas de futebol do segundo episódio foram gravadas em Träkvistavallen. Em 08 de julho de 2020, foi anunciado que uma série sueca chegaria ao catálago da plataforma, mas ainda sem título. A produção de seis episódios foi criada por Lisa Ambjörn, Lars Beckung e Camilla Holter, e estreou na Netflix em 1º de julho de 2021. Ryding e Rudberg também regravaram suas falas para a versão dublada em inglês. Em 22 de setembro de 2021, a série foi renovada para uma segunda temporada, lançada em 1º de novembro de 2022.
Em fevereiro de 2022, a Netflix iniciou as filmagens da segunda temporada. Um vídeo promocional foi divulgado no Instagram. As gravações foram concluídas em maio de 2022. As filmagens da terceira temporada começaram em abril de 2023 e terminaram em junho do mesmo ano.

### Seleção do elenco
Em janeiro de 2021, muito antes do anúncio da data de estreia da série, Edvin Ryding, Pernilla August, Malte Gårdinger, Frida Argento, Nikita Uggla e Omar Rudberg foram confirmados nos papéis principais, enquanto Nathalie Varli, Felicia Truedsson, Mimmi Cyon, Ingela Olsson, Rennie Mirro, Livia Millhagen e David Lenneman foram anunciados como parte do elenco recorrente. Ryding foi escalado para interpretar o príncipe Wilhelm, e Pernilla August para viver sua mãe, a Rainha Kristina da Suécia. Posteriormente, foi revelado que Rudberg daria vida a Simon, o interesse amoroso do príncipe.

## Lançamento

### Divulgação
O teaser oficial da série foi divulgado em 19 de maio de 2021, seguido pelo trailer oficial em 17 de junho de 2021. Em 15 de dezembro de 2022, Ryding e Rudberg fizeram sua estreia na televisão norte-americana como convidados do programa The Tonight Show Starring Jimmy Fallon, onde promoveram Young Royals e sua terceira e última temporada.

## Recepção

### Audiência
A primeira temporada entrou para o Top 10 em 12 países e foi assistida por mais de 9,8 milhões de horas em todo o mundo. Na primeira semana após o lançamento, a primeira temporada ficou em 8º lugar entre as séries de língua não inglesa mais assistidas na Netflix mundialmente. A segunda temporada entrou para o Top 10 em 26 países e foi assistida por mais de 18 milhões de horas na primeira semana. Nesse período, a segunda temporada ficou em 3º lugar entre as séries de língua não inglesa mais assistidas na Netflix mundialmente.

### Resposta da crítica
Young Royals recebeu aclamação da crítica e respostas positivas do público. No site agregador de críticas Rotten Tomatoes, a série possui uma aprovação de 100%, com base em cinco avaliações, e uma classificação média de 8,3/10. A produção foi elogiada por sua fidelidade à realidade ao escalar adolescentes em papéis de adolescentes e por mostrar texturas reais de pele, com imperfeições. Alguns críticos e espectadores compararam a série de forma favorável a produções similares, como Élite, Gossip Girl, The Crown e Skam. Alguns espectadores notaram semelhanças no enredo com o romance jovem adulto Vermelho, Branco e Sangue Azul, que também retrata um relacionamento entre pessoas do mesmo sexo envolvendo figuras da realeza e da política — no caso, entre um príncipe britânico e o filho da presidente dos Estados Unidos.
David Opie, do Digital Spy, elogiou Young Royals por "escalar atores que realmente parecem ter a idade dos personagens que interpretam" e por "retratar a vida adolescente com uma autenticidade tão necessária". Ele descreveu a série como "uma versão atualizada do clássico conto da Cinderela" e concluiu que a produção "se destaca principalmente [...] quando se trata do romance central entre Wilhelm e Simon". A crítica de TV Flora Carr, da Radio Times, em sua análise dos dois primeiros episódios, descreveu a série como "previsível, mas comovente". Ela criticou o uso de uma "lista de elementos visuais típicos de romances adolescentes" e a dependência do enredo em personagens como August, mas concluiu que "o elenco, formado por atores realmente adolescentes, pode ser um sopro de novidade" para o público mais jovem.
Para a segunda temporada, Dieter Osswald, da revista suíça de estilo de vida Display, escreveu: "Como personagens de stand-up, os amantes separados desafiam o destino e lutam por seu amor. A química entre Edvin Ryding como o príncipe inseguro e Omar Rudberg como o cantor sensível funciona ainda melhor do que na primeira temporada. Fãs do perturbador August, também conhecido como Malte Gårdinger, podem esperar participações maiores com um papel bastante expandido – incluindo uma ligação telefônica nua com a família real".

Sobre a terceira temporada, o popular site alemão Queer.de escreveu: "Convencem com muito drama emocional, reviravoltas surpreendentes e uma postura política mais forte. Você ainda está assistindo? Ou já está chorando?".